# Riksväg 69
De Zweedse rijksweg 69 is gelegen in de provincies Västmanlands län en Dalarnas län en is circa 135 kilometer lang.

## Plaatsen langs de weg
- Fagersta
- Norberg
- Hedemora
- Uppbo en Nedernora
- Vika
- Kniva
- Falun
- Bergsgården
- Jägarvet
- Grycksbo
- Bjursås
- Rexbo, Morsveden en Svedjelund
- Rättvik

## Knooppunten
- Riksväg 68: start gezamenlijk tracé, en Riksväg 66, bij Fagersta
- Länsväg 256 bij Norberg
- Riksväg 68: einde gezamenlijk tracé, bij Norberg
- Riksväg 70: start gezamenlijk tracé, bij Hedemora
- Länsväg 270 bij Hedemora
- Riksväg 70: einde gezamenlijk tracé, bij Hedemora
- E16: start gezamenlijk tracé, bij Falun
- Riksväg 50: start gezamenlijk tracé van een halve kilometer, bij Falun
- E16/Riksväg 50: einde gezamenlijk tracé, bij Falun
- Riksväg 70 bij Rättvik

Europese wegen:
E4 · E6 · E10 · E12 · E14 · E16 · E18 · E20 · E22 · E45 · E65
Riksvägar:
9 · 11 · 13 · 15 · 17 · 19 · 21 · 23 · 24 · 25 · 26 · 27 · 28 · 29 · 30 · 31 · 32 · 34 · 35 · 37 · 40 · 41 · 42 · 44 · 46 · 47 · 49 · 50 · 51 · 52 · 53 · 55 · 56 · 57 · 61 · 62 · 63 · 66 · 68 · 69 · 70 · 72 · 73 · 75 · 76 · 77 · 83 · 84 · 86 · 87 · 90 · 92 · 94 · 95 · 97 · 98 · 99